# Proclossiana suprapupillata
Proclossiana suprapupillata är en fjärilsart som beskrevs av Ruggero Verity 1950. Proclossiana suprapupillata ingår i släktet Proclossiana och familjen praktfjärilar. Inga underarter finns listade i Catalogue of Life.